# Гольдфус, Георг Август
Георг Август Гольдфус (нем. Georg August Goldfuß; 18 апреля 1782, Турнау, — 2 октября 1848, Поппельсдорф (ныне в черте Бонна)) — немецкий палеонтолог и зоолог.

## Биография
Георг Август Гольдфус родился 18 апреля 1782 года в Турнау. Учился в медико-хирургическом коллегиуме в Берлине, потом перешёл в Эрлангенский университет, который в 1804 году закончил с присвоением учёной степени доктора философии.
После этого ездил в Южную Африку. С 1806 года вновь в Эрлангене, с 1811 года доцент зоологии в местном университете. В 1818 году получил звание профессора зоологии. Позже был утверждён в должности профессора зоологии и минералогии Боннского университета. В 1839-1840 годах ректор этого университета.
С 1806 года активно изучает ископаемых животных на территории Германии.
С участием немецкого палеонтолога графа Георга фон Мюнстера он издал важный труд «Petrefacta germaniae» (1826—1844), в котором сначала предполагалось дать иллюстрации всех окаменелостей беспозвоночных животных Германии, но труд вышел незавершённым, в него вошли только рисунки губок, кораллов, иглокожих и часть моллюсков.
Георг Август Гольдфус умер 2 октября 1848 года в Поппельсдорфе.